# Santos Domingos e Sisto (diaconia)
Santos Domingos e Sisto (em latim, S. Dominici et Sixti) é uma diaconia instituída em 21 de outubro de 2003 pelo Papa João Paulo II.
A igreja titular deste titulus é Santi Domenico e Sisto, no Monte Quirinal.

## Titulares protetores
- Georges Marie Martin Cottier, O.P. (2003 - 2016), pro hac vice (desde 2014)
- José Tolentino Mendonça (2019 - Atual)